# Zilla diodia embrikstrandi
Zilla diodia embrikstrandi is een spinnenondersoort in de taxonomische indeling van de wielwebspinnen (Araneidae).
Het dier behoort tot het geslacht Zilla. De wetenschappelijke naam van de soort werd voor het eerst geldig gepubliceerd in 1938 door Gábor von Kolosváry.